# Raffaele Lauro
Raffaele Lauro (Sorrento, 10 febbraio 1944) è un politico e giornalista italiano.

## Biografia
Terzogenito di Luigi e Angela Aiello, dopo la maturità classica ha studiato all'Università degli Studi di Napoli "Federico II", laureandosi in Scienze Politiche, in Diritto Internazionale e in seguito in Economia e Commercio, sempre con lode.
Nel 1968 ha vinto una borsa di studio del Ministero degli Affari Esteri e, nel quadriennio successivo, ha prima frequentato i corsi dell'Istituto Diplomatico, presso il Ministero degli Esteri e, poi, ha approfondito gli studi di politica estera, a Parigi, presso la Documentation Française.
Docente di Storia e Filosofia nel licei, ha poi insegnato Diritto delle Comunicazioni di Massa presso la facoltà di Scienze Politiche della LUISS, a Roma.
Giornalista pubblicista, è stato direttore della rivista scientifica Poste e Telecomunicazioni edita dalla Fondazione U. Bordoni ed ha collaborato, come opinionista di nuove tecnologie di informazione, con Il Tempo di Roma e Il Mattino di Napoli. Ha poi curato, per il Radiocorriere TV, la rubrica "Cittadini e Istituzioni".
Presso la Nuova Università del Cinema e della Televisione, ha conseguito il diploma in regia cinematografica, con i maestri Giuseppe De Sanctis, Carlo Lizzani e Florestano Vancini.
Raffaele Lauro è anche saggista, sceneggiatore, autore, regista, librettista e scrittore. Nell'autunno 2004, il canale satellitare Sky-News ha trasmesso uno speciale biografico, in due puntate, su Raffaele Lauro scrittore e regista.

## Attività amministrativa ed istituzionale
L'attività amministrativo-istituzionale di Raffaele Lauro ha avuto inizio a Sorrento, nel 1980. Allievo del politico Francesco Compagna, è stato eletto consigliere comunale di Sorrento, ricoprendo gli incarichi di Vice Sindaco, assessore alle Finanze, al Personale, all'Edilizia Scolastica ed alla Cultura. Nel periodo in cui ha tenuto quest'ultimo assessorato, ha organizzato la Biblioteca Comunale di Sorrento ed ha istituito una scuola di teatro, con il regista Lorenzo Ferrero di Roccaferrera ed una rassegna teatrale, con l'attore Bruno Cirino Pomicino.
Dal 1984, lasciata Sorrento, si è trasferito a Roma dove è stato capo della segreteria del Ministro delle Poste e Telecomunicazioni, del Ministro delle Finanze e del Ministero dell'Interno, è stato consigliere della Corte dei Conti, poi, capo dei prefetti. Ha avuto importanti incarichi presso il Ministero dell'Interno (capo di gabinetto, direttore generale dell'Ufficio Centrale per i Problemi delle Zone di Confine e delle Minoranze Etniche e ispettore generale dell'amministrazione). Nel mese di ottobre 2003 è stato nominato consigliere del ministro per l'Attuazione del Programma di Governo presso l'ufficio del Presidente del Consiglio. Dal maggio 2005 al maggio 2006 è stato capo di gabinetto del ministro delle Attività Produttive. Dal giugno 2006 al febbraio 2008 è stato commissario straordinario per il coordinamento delle iniziative antiracket e antiusura e comitato di solidarietà per le vittime dell'estorsione e dell'usura.
Alle elezioni politiche del 2008 è stato eletto al Senato della Repubblica, in regione Campania, nelle liste del Popolo delle Libertà (XVI Legislatura).
È stato nominato membro della Commissione parlamentare di inchiesta sul fenomeno della mafia e sulle altre associazioni criminali, anche straniere,  della Commissione parlamentare per l'indirizzo generale e la vigilanza dei servizi radiotelevisivi, della Prima Commissione Permanente (Affari Costituzionali), fino all'aprile 2012 e, poi, membro della Sesta Commissione Permanente (Finanze e Tesoro). È stato consigliere politico per la sicurezza del ministro dello Sviluppo Economico, Claudio Scajola.
Nel gennaio 2013, per contrasti e ostacoli sulle sue rigorose proposte legislative contro la piaga sociale del gioco d’azzardo,  a tutela dei minori e delle famiglie dei malati di gioco patologico, una battaglia sostenuta da tutte le associazioni Antiracket e Antiusura, ha abbandonato il Gruppo PdL del Senato per aderire al Gruppo misto. Questa battaglia di Lauro, parlamentare e sui media, è stata documentata anche nel film di Fabio Leli,  “Vivere alla grande”.
Dall'8 luglio 2020 è Segretario Generale di Unimpresa.
Con decorrenza 1 luglio 2023, ha lasciato l’incarico di Segretario Generale di Unimpresa, a causa di impegni professionali sopraggiunti.

## Opere

### Saggistica
- Viêtnam: ricerca della pace perduta, 1969;
- La D.C. verso il Duemila, Rusconi Editore, 1984;
- A look at China. Political and economic notes, 1986;
- Comunicazioni e sviluppo: la sfida del cambiamento, Ed. CEI, 1987;
- Da Moro: il futuro della democrazia in Italia, 1987;
- Comunicazione e trasparenza bancaria, con P.Rivitti, Ed. CEI, 1990;
- Mondazzi. Sulla via di Damasco, 1990;
- Leadership e preferenza unica Maggioli Editore, 1992;
- Il Prefetto della Repubblica, con G.Balsamo, Maggioli Editore;
- La riforma elettorale, 1992;
- La Prefettura - Tra presente e futuro con M. Guaitoli, Maggioli Editore, 2000;
- Verso la Nuova Europa, Edizioni Goldengate, Roma, 2004;
- Il Prefetto della Repubblica - Tra Istituzioni e Società di Raffaele Lauro e Vincenzo Madonna, Edizioni Maggioli, 2005;
- Il vento nuovo - La lotta al racket e all'usura (2006 - 2008), Maggioli Editore, 2008[11];
- Maria, Madre di Misericordia e Madre di Gesù, ponte di dolcezza e di pace tra Cristianesimo e Islam, GoldenGate Edizioni 2015[12];
- L'Italia sul baratro - Tra il vecchio e il nuovo regime, GoldenGate Edizioni, 2018[13];
- Diario della pandemia Covid-19 - IO ACCUSO, GoldenGate Edizioni, 2020[14]
- L’Occidente in rotta e la crisi delle democrazie GoldenGate Edizioni 2021[15]
- Vecchi e nuovi spettri per un mondo in bilico, GoldenGate Edizioni, 2022[16]
- Presentazione a Formazione 4.0: il futuro - Ricerca, sviluppo e innovazione nella formazione aziendale il modello Rep.A.Re.T., di Roberto D’Elia, GoldenGate Edizioni, 2022[17]
- Prefazione a La Costiera dell’Incanto - Storia della Costiera Sorrentina, di Vincenzo F. R. Esposito, La Città del Sole, 2022[18]
- Prefazione a La comunicazione politica nell'era delle nuove tecnologie e dell'AI, di Riccardo Piroddi, Eurilink University Press, 2024[19]. “La comunicazione politica nell’era delle nuove tecnologie e dell’AI di Riccardo Piroddi è un’opera che analizza, in profondità, le trasformazioni radicali che hanno investito la comunicazione politica negli ultimi decenni, influenzata dalla democratizzazione delle tecnologie digitali e dall’emergere dell’Intelligenza Artificiale (AI). E traccia, sapientemente, il percorso attraverso le diverse fasi della comunicazione politica, esaminando i cambiamenti nelle dinamiche tra politici, media e cittadini-elettori, documentando come le nuove tecnologie abbiano ridefinito le strategie e le modalità di interazione politica [...] Un’opera che merita di essere letta, studiata e discussa, in quanto rappresenta un contributo significativo al dibattito contemporaneo sulla politica, i media e il futuro, tanto precario, delle democrazie occidentali”.[20]

### Narrativa
Tra le opere narrative, scritte anche con lo pseudonimo di Ralph Lorbeer:
- Roma a due piazze, Edizioni CEI, 1987
- Metropolitania, Rusconi Editore, 1991
- Il sogno di Pedro, Rusconi Editore, 1993
- Il progetto, Lancio Editore, 1997
- La crociera, Lancio Editore, 1997
- La condanna, Lancio Editore, 1997
- Mutus, Lancio Editore, 1998
- Quel film mai girato Volume I, GoldenGate Edizioni, 2002
- Quel film mai girato Volume II, GoldenGate Edizioni, 2003
- Cossiga Suite, GoldenGate Edizioni, 2009[21]
- Sorrento The Romance, GoldenGate Edizioni, 2013[22]
- Caruso The Song - Lucio Dalla e Sorrento, GoldenGate Edizioni, 2015[23][24][25][26][27][28][29][30][31][32][33][34][35][36][37][38][39][40][41][42][43][44][45][46][47]
- Lucio Dalla e San Martino Valle Caudina. Negli occhi e nel cuore, GoldenGate Edizioni, 2016[48]
- Lucio Dalla e Sorrento Tour - Le tappe, le immagini e le testimonianze, GoldenGate Edizioni, 2016[49][50][51][52][53][54]
- Dance The Love - Una stella a Vico Equense, GoldenGate Edizioni, 2016[55][56][57][58][59][59][60][61] presentato, in anteprima nazionale, il 27 luglio 2016, a Vico Equense (NA), nell'ambito del Social World Film Festival - Mostra Internazionale del Cinema Sociale[62][63][64][65][66][67][68][69][70][71][72][73][74][75][76][77][78][79][80][81]
- Dance The Love - Una stella a Vico Equense. Le interviste - Le testimonianze, con Riccardo Piroddi, Goldengate Edizioni, 2016[82]
- Interviste&Conversazioni su Don Alfonso 1890 - Salvatore Di Giacomo e Sant'Agata sui Due Golfi, GoldenGate Edizioni, 2017[83]
- Don Alfonso 1890 - Salvatore di Giacomo e Sant’Agata sui Due Golfi, GoldenGate Edizioni, 2017[84][85][86][87][88][89][90][91][92]
- L'Universo delle Fragranze - L’epopea artistica di un maestro profumiere: Maurizio Cerizza, GoldenGate Edizioni, 2019[93][94][95][96][97]
- Prefazione a L’Universo Amore - L’opera narrativa di Raffaele Lauro, di Patrizia Danzè, GoldenGate Edizioni, 2020[98]

### Composizioni musicali
- Voyage (per soprano di coloritura e pianoforte)
- Io sono come sono (per tenore e pianoforte)
- Austerlitz (per tenore e pianoforte)
- Uno straccione, un clown, testo di Raffaele Lauro, musica di Giuliano Cardella, Paolo Della Mora e Alberto Lucerna. Dedicata da Raffaele Lauro a Lucio Dalla, in occasione del V Anniversario della scomparsa del grande artista bolognese (1 marzo 2012/1 marzo 2017), eseguita dalla band "The Sputos"[99][100]

### Tragedie
- Antinoo
- Memory
- Il mondo di Carlos
- Il caso Ciaikovskij
- Margaret by Margaret

### Documentari televisivi
- I ponti della storia e della leggenda: Ponte Sublicio, Ponte Emilio, Ponte Milvio, Ponte Fabricio, Ponte Cestio e Ponte Elio, RAI, 2000[101]
- Lucio Dalla e Sorrento - I Luoghi dell'Anima, prodotto da GoldenGate Edizioni, 2015[59][102][103][104][105][106][107][108][109][110]

### Interventi recenti
- BBC. Ricordo di Violetta Elvin Prokhorova[111]
- Il futuro dell'economia tra sostenibilità, cultura e turismo[112]
- Un nuovo Medioevo sta avanzando. Il male oscuro del nichilismo[113]

## Onorificenze e premi
È stato nominato, nel 1990, Commendatore al Merito della Repubblica Italiana e, nel 1992, Grand'Ufficiale al Merito della Repubblica Italiana. Ha ricevuto alte onorificenze anche da governi e Stati esteri (Cile, Marocco).
Nel 2004, ad Agrigento, ha vinto il "Premio Empedocle", in memoria di Paolo Borsellino, conferitogli dall'Accademia degli Studi Mediterranei.
Nel 2005, il "Premio Personaggio Speciale 2005" della Confartigianato e, nel 2006, insieme con il Maestro Lucio Dalla, il Premio Internazionale "Sorrento nel Mondo".
Nel 2015, gli è stato conferito, a Manfredonia di Foggia, il "Premio Internazionale di Cultura - Re Manfredi", per gli alti meriti acquisti nel campo della cultura e nella difesa della legalità.
Il 18 dicembre 2015, con una seduta straordinaria, il Consiglio Comunale di San Martino Valle Caudina (AV), gli ha conferito, all'unanimità, la cittadinanza onoraria, in riconoscimento dell'opera letteraria, che ha consacrato il legame storico tra Lucio Dalla, Sorrento e San Martino Valle Caudina. Gli è stata conferita, nel dicembre 2016, all'unanimità di voti del Consiglio Comunale, anche la cittadinanza onoraria di Meta, in Penisola Sorrentina.
Nel corso del 2015/2016, ha realizzato il "Lucio Dalla e Sorrento Tour", con 21 tappe, in Italia e all'estero (a Sofia, sotto l'Alto Patronato della Presidenza della Repubblica), presso prefetture, ambasciate, teatri, biblioteche e palazzi municipali, con 81 testimonianze sul legame di Dalla con Sorrento, con Manfredonia e con il Sud. Il Tour, durato un anno, è stato documentato in un libro, presentato, a Sorrento e a Manfredonia, in occasione del quarto anniversario della scomparsa dell'artista bolognese (1 marzo 2012/1 marzo 2016).
Nel V anniversario della scomparsa di Lucio Dalla (1 marzo 2012/1 marzo 2017) ha dedicato una canzone al grande artista bolognese, dal titolo "Uno straccione, un clown"
Premio alla carriera "Penisola Sorrentina Arturo Esposito 2019" per la narrativa
Premio Nazionale “Caravella Tricolore 2020”, sezione “Musica”, per l’opera biografica su Lucio Dalla
La biografia politico-istituzionale e letteraria di Raffaele Lauro è stata pubblicata in inglese, dalla “DA. Dante Alighieri Nottingham Society”, tra quelle dei maggiori artisti (poeti, scrittori e compositori), che hanno ispirato la loro opera a Sorrento, come Torquato Tasso, Mary Shelley, Henrik Ibsen, Marion Crawford, Maxim Gorky, Giovanbattista De Curtis e Lucio Dalla.